# Rete tranviaria di Osijek
La rete tranviaria di Osijek è la rete tranviaria che serve la città croata di Osijek.

## Linee
- 1 Višnjevac - Zeleno polje
- 2 Trg Ante Starčevića - Bikara

## Rotabile

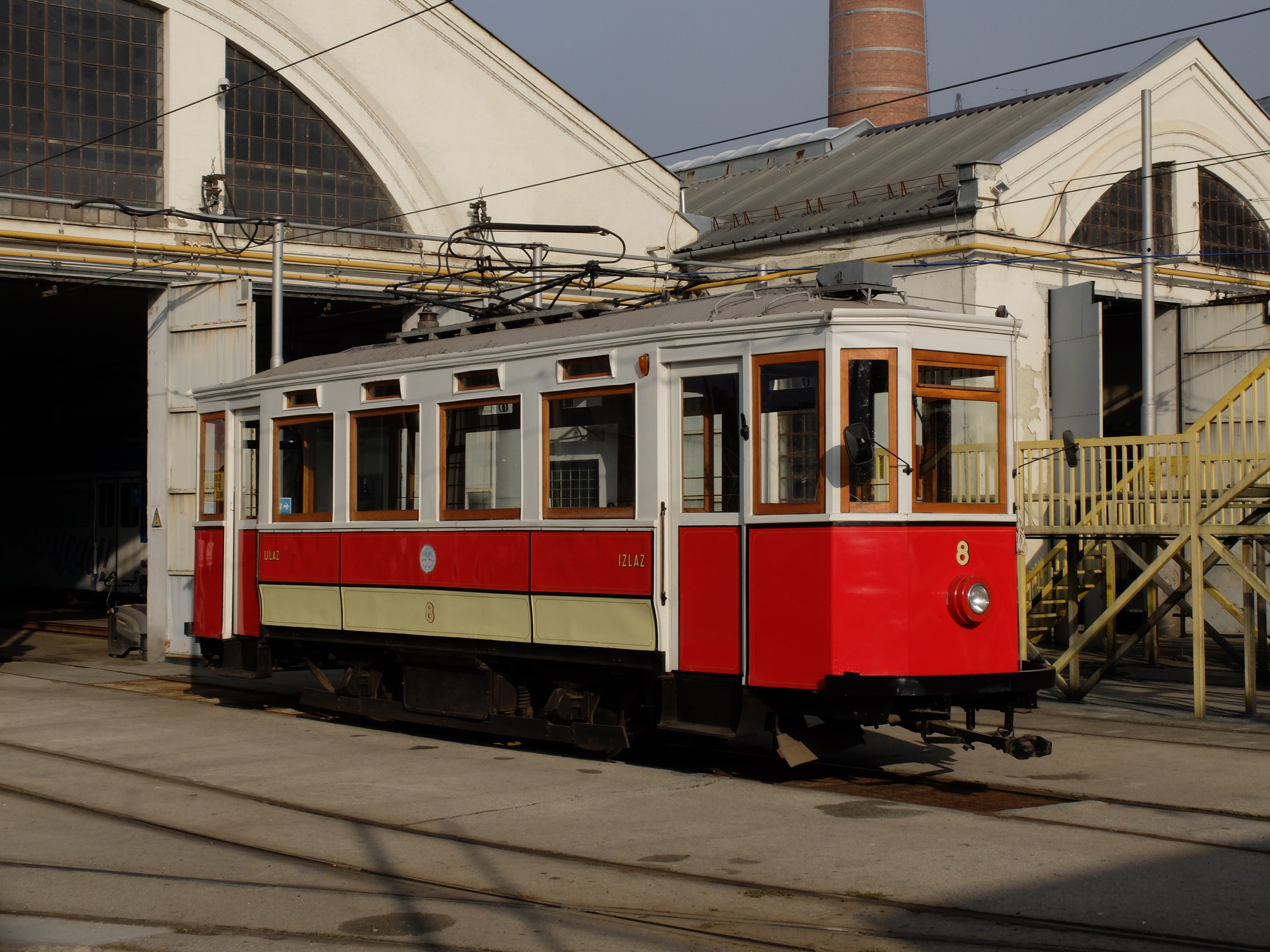
No. 8
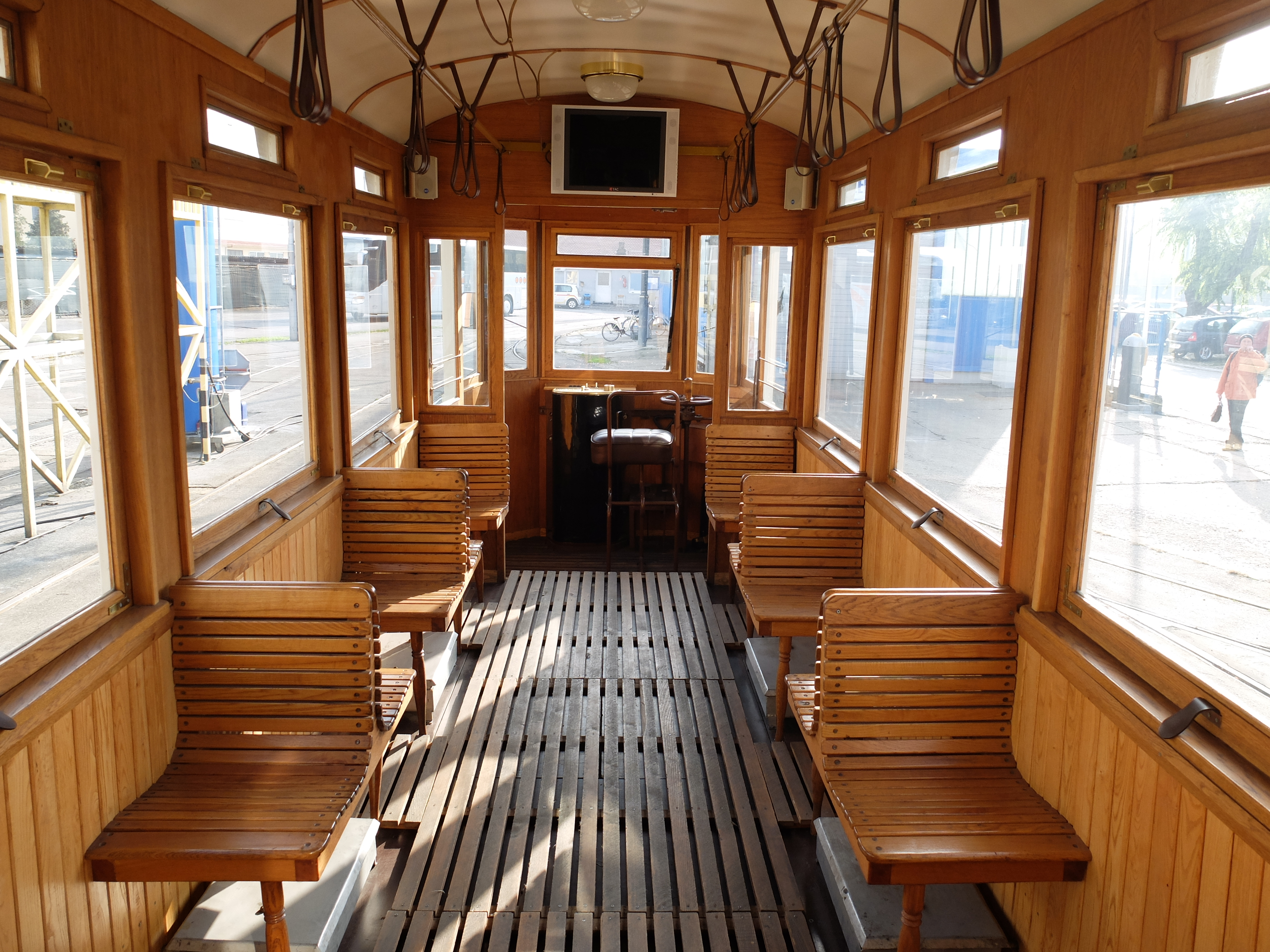
No. 8 (Passenger compartment)
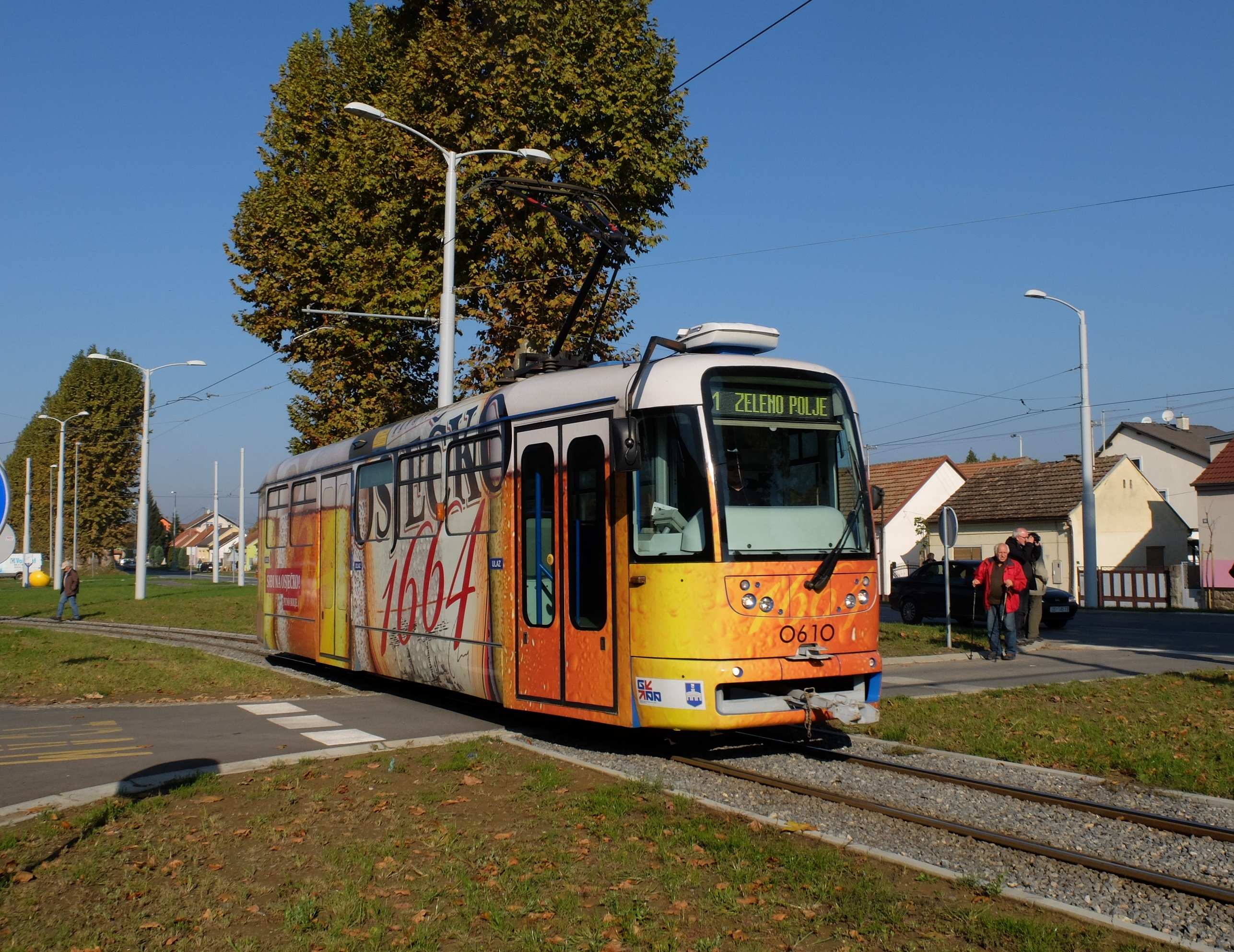
No. 0610 (T3R.PV)
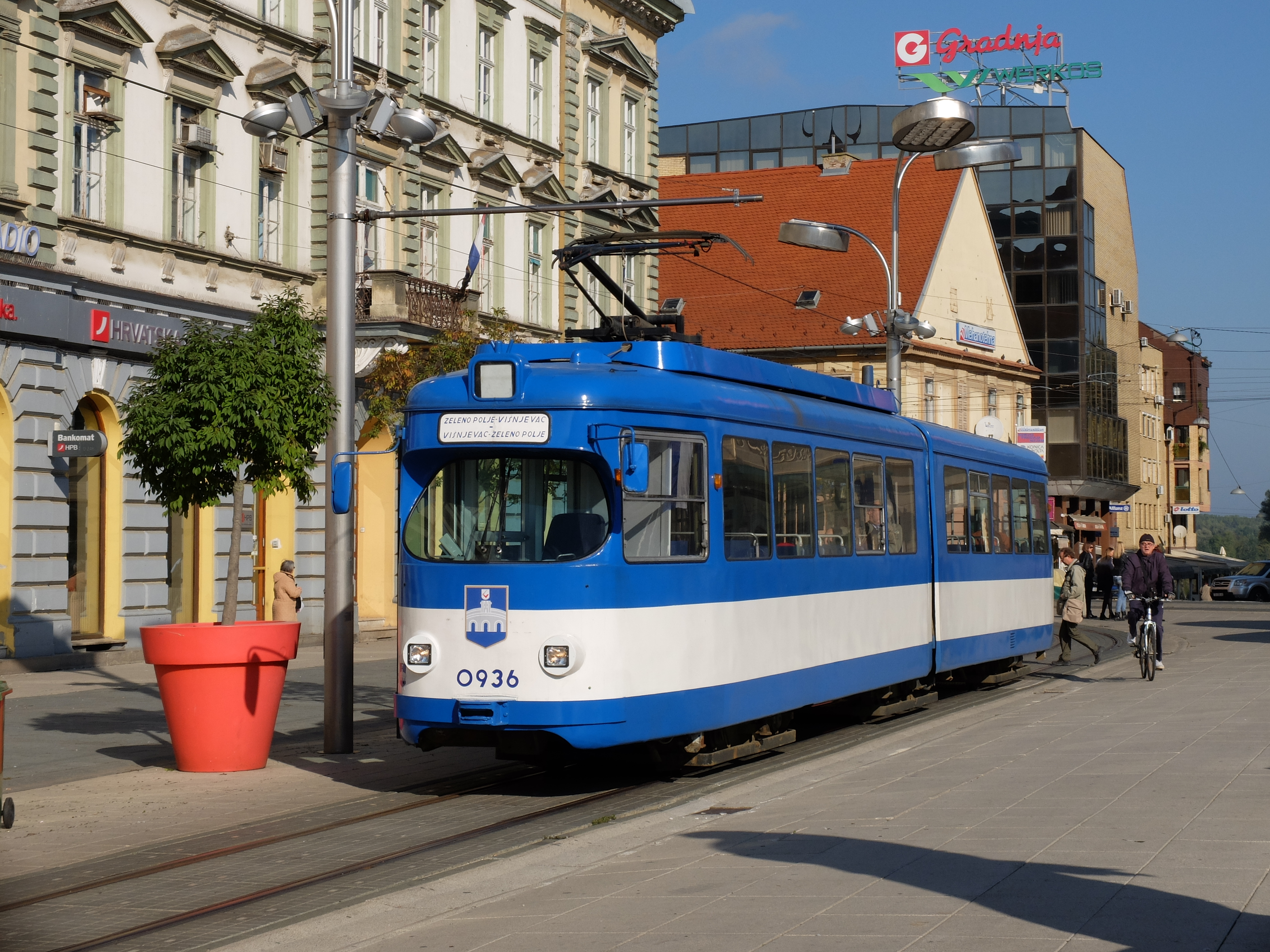
No. 0926 (GT6)